# Karl Friedrich Gottlob Wetzel
Karl Friedrich Gottlob Wetzel, född den 14 september 1779 i Budissin i Oberlausitz, död den 29 juli 1819 i Bamberg, var en tysk skald.
Wetzel förutsade 1805, i Magischer Spiegel, drinnen zu schauen die Zukunft Deutschlands, 1806 och 1807 års händelser. År 1809 övertog han på Hegels önskan redaktionen av Fränkischer Merkur i Bamberg. Hans skådespel Jeanne d'Arc (1817) är diktat i verklig shakespearesk anda. Wetzels originella sorgespel Hermannfried (1819) och hans lyriska krigssånger (1815) vittnar även om en äkta poetisk natur. Berömdast av Wetzels verk var Die Nachtwachen des Bonaventura (1804; nytryck 1904, 1909 och 1910), en skeptisk-mystisk roman, som länge tillskrevs Schelling. Wetzels samlade arbeten utgavs 1838 av Zacharias Funck (pseudonym för Carl Friedrich Kunz).